# Ед Болс
Едвард Майкл Болс (англ. Edward Michael Balls; нар. 25 лютого 1967, Норвіч, Норфолк, Англія) — британський політик, член Лейбористської партії, колишній канцлер скарбниці тіньового кабінету.

## Ранні роки
Батько Болса відомий зоолог-професор Майкл Болс. Едвард народився в Норіджі, графство Норфолк, там же закінчив початкову школу. Потім вступив до приватної школи для хлопчиків в Ноттінгемі, де, крім іншого, навчався грі на скрипці. З відзнакою закінчив Оксфордський університет за спеціальністю «Філософія, політика та економіка», а потім отримав стипендію імені Джона Ф. Кеннеді для навчання в Гарвардському інституті державного управління його імені.
Болс вступив в Лейбористську партію, коли йому було 16 років. Під час навчання в Оксфорді був активним членом Лейбористського клубу. В цей же час вступив у клуб консерваторів, щоб відвідувати їх лекції.

## Кар'єра
На початку кар'єри писав для Financial Times (1990–1994), потім був призначений радником тіньового міністра Гордона Брауна (1994–1997).
Після перемоги лейбористів на виборах 1997 року, Браун був призначений канцлером казначейства, а Болс його економічним радником. На цій посаді він був названий найвпливовішим не вибраним політиком Британії. В цей же час він брав участь у засіданнях Більдерберзького клубу, в 2001 і 2003 роках.
У 2004 Болса вибрали, як кандидата в Парламент від лейбористської партії (представник від Західного Йоркшира). Болс відійшов від посади економічного радника канцлера скарбниці, і перейшов працювати в Інститут Сміта (фабрика думки Великої Британії). Передбачається, що на цій посаді він заробив £ 100,000 менш, ніж за рік.

## Член Парламенту
У 2005 році Болс обраний членом Парламенту від округу в Західному Йоркширі, але подальша за виборами переробка кордонів округу привела до скорочення представників місць у Парламенті. Таким чином Болс позбувся членства, хоча намагався відстоювати інтереси в суді. Дружина Болса — Іветт Купер — також обрана членом парламенту від того ж округу. У 2007 році Болса обрали членом Парламенту від іншого округу в Західному Йоркширі.

## Міністр
У травні 2006 Болса призначили секретарем казначейства (молодша посада в казначействі). Після того як Гордон Браун став прем'єр-міністром 29 червня 2007 року, Болса просувають на посаду державного секретаря у справах дітей, освіти та сім'ї. У цей період Болс просуває популярний закон про екзамени в школах.
19 травня 2010 Болс оголосив про те, що має намір висунути свою кандидатуру пост лідера партії лейбористів. Пройшов до третього туру, але в підсумку місце лідера партії після четвертого туру зайняв Ед Мілібенд. Після поразки на виборах в одному з інтерв'ю Болс сказав:

«Не існує у світі політика, у якого якостей для того, щоб стати великим лідером 10 з 10. Якби я сказав, що виключаю для себе стати лідером Лейбористської партії, ви б мені не повірили… Я міг би отримати свій шанс. Але я не можу. Я той, який завжди підтримуватиме лідера».

- 11 травня — 8 жовтня 2010 — міністр освіти тіньового кабінету.
- 8 жовтня 2010 — 20 січня 2011 — міністр внутрішніх справ тіньового кабінету.
- 20 січня 2011 — 8 травня 2015 — канцлер казначейства тіньового кабінету.

Болс втратив своє місце члена парламенту на виборах у 2015 році.

## Цікаві факти
Болс двічі обирався віце-канцлером Фабіанського товариства в 2006 і 2007 роках.
З дитинства страждав загикуванням, але зумів побороти недугу.